# Djurgårdens IF herrfotboll 2001
Djurgårdens IF Fotboll, säsongen 2001. Deltog i följande mästerskap: Allsvenskan och Svenska cupen.
Laget var nykomling i Allsvenskan 2001 efter att ha vunnit Superettan 2000. I Allsvenskan 2001 placerade sig Djurgården som tvåa vilket gav en kvalplats till UEFA-Cupen säsongen 2002/03. I Svenska cupen säsongen 2000/01 nådde Djurgården åttondelsfinal där IFK Göteborg vann mötet. Matchen skulle egentligen ha spelats i Stockholm men på grund av vädret flyttades den till Göteborg och spelades på Nya Ullevi utan publik.
Inför säsongen 2001 värvades målvakten Andreas Isaksson från Juventus FC där han inte fick speltid. Laget inledde Allsvenskan 2001 med det något ovanliga spelsystemet (3-4-3) som användes under Superettan säsongen innan. Efter några omgångar av allsvenskan flyttades en mittfältare ner som försvarare och därefter användes spelsystemet 4-3-3 säsongen ut med lyckat resultat. Under sommaren värvades ytterligare en ung svensk spelare: anfallaren Babis Stefanidis från grekiska Iraklis. I sista hemmamatchen för säsongen, den 22 oktober (omgång 25) blev Djurgården äntligen tilldömda en straffspark, den första sen 24 maj 1998 (omgång 5).
På fotbollsgalan efter säsongens slut blev Abgar Barsom utsedd till årets nykomling. I december värvades den unge och lovande mittfältaren Kim Källström från BK Häcken.

## Truppen

### Ledare
| Nat     | Tränare     | Position        | Född       | I DIF sedan                                 | Kontrakt till | Kom från                           |
| ------- | ----------- | --------------- | ---------- | ------------------------------------------- | ------------- | ---------------------------------- |
| Sverige | Sören Åkeby | Huvudtränare    | 1952-02-23 | 1999* (och 1991-1993 som juniortränare)     | 2003-12-31    | Östersunds FK                      |
| Sverige | Zoran Lukic | Huvudtränare    | 1956-11-27 | 1999* (och 1993-1998 som juniortränare)     | 2002-12-31    | Djurgårdens IF (som juniortränare) |
| Sverige | Kjell Frisk | Målvaktstränare | 1964-04-27 | 1999 (som tränare), 1990-1995 (som spelare) |               | Spårvägens IF (som spelare)        |

### Spelare
| Nr | Nat     | Spelare                                          | Position    | Född       | Längd  | Vikt  | I DIF sedan           | Kontrakt till | Kom från                | Moderklubb          | Seriematcher | Mål |
| -- | ------- | ------------------------------------------------ | ----------- | ---------- | ------ | ----- | --------------------- | ------------- | ----------------------- | ------------------- | ------------ | --- |
| 1  | Sverige | Rami Shaaban                                     | Målvakt     | 1975-06-30 | 193 cm | 93 kg | 2000                  | 2002-12-31    | Nacka FF                | Saltsjöbadens IF    | 34           | 0   |
| 15 | Sverige | Andreas Isaksson                                 | Målvakt     | 1981-10-03 | 199 cm | 88 kg | 2001                  | 2004-12-31    | Juventus FC             | Östra Torps GIF     | 22           | 0   |
|    | Gambia  | Pa Dembo Touray (utlånad)                        | Målvakt     | 1971-08-29 | 195 cm | 90 kg | 2000                  | 2002-12-31    | Real de Banjul          | Real de Banjul      | 1            | 0   |
| 2  | Sverige | Patrik Eriksson-Ohlsson (assisterande lagkapten) | Back        | 1974-08-09 | 182 cm | 82 kg | 1999                  | 2004-12-31    | Västerås SK             | IFK Sundsvall       | 66           | 1   |
| 3  | Sverige | Mikael Dorsin                                    | Back        | 1981-10-06 | 184 cm | 81 kg | 1998                  | 2003-12-31    | Djurgårdens IF Juniorer | IFK Lidingö FK      | 49           | 5   |
| 4  | Sverige | Magnus Samuelsson                                | Back        | 1975-05-21 | 182 cm | 87 kg | 1999                  | 2001-12-31    | Östers IF               | Bodens BK           | 52           | 3   |
| 5  | Sverige | Richard Henriksson                               | Back        | 1982-10-05 | 191 cm | 87 kg | 1999                  | 2002-12-31    | Djurgårdens IF Juniorer | Djurgårdens IF      | 18           | 2   |
| 12 | Sverige | Markus Karlsson (assisterande lagkapten)         | Back        | 1972-08-30 | 185 cm | 80 kg | 1996                  | 2002-12-31    | Rimbo IF                | BKV Norrtälje       | 119          | 3   |
| 18 | Sverige | Niclas Rasck                                     | Back        | 1969-03-10 | 178 cm | 74 kg | 1999                  | 2004-12-31    | Örebro SK               | Ludvika FK          | 74           | 2   |
| 22 | Sverige | Nils Andén                                       | Back        | 1980-06-02 | 186 cm | 82 kg | 2001                  |               | IFK Eskilstuna          | Okänt               | 0            | 0   |
|    | Sverige | Umut Cesmeli (utlånad)                           | Back        | 1981-07-05 | 172 cm | 68 kg | 2000                  |               | Djurgårdens IF Juniorer | Djurgårdens IF      | 0            | 0   |
| 6  | Sverige | Magnus Pehrsson (lagkapten)                      | Mittfältare | 1976-05-25 | 190 cm | 88 kg | 1999 (och 1994-1996)  | 2003-12-31    | IFK Göteborg            | IFK Lidingö         | 134          | 13  |
| 7  | Sverige | Abgar Barsom                                     | Mittfältare | 1977-09-04 | 172 cm | 75 kg | 2000                  | 2002-12-31    | BK Forward              | BK Forward          | 52           | 4   |
| 10 | Sverige | Andreas Johansson                                | Mittfältare | 1978-07-05 | 179 cm | 80 kg | 2000                  | 2004-12-31    | AIK FF                  | Melleruds IF        | 49           | 11  |
| 13 | Sverige | Stefan Bergtoft                                  | Mittfältare | 1979-03-24 | 178 cm | 72 kg | 2000                  | 2004-12-31    | Spånga IS               | Kälvesta IoF        | 14           | 0   |
| 17 | Sverige | Jesper Johansson                                 | Mittfältare | 1979-12-14 | 183 cm | 77 kg | 2001                  | 2004-12-31    | FC Flora Tallinn        | Pargas IF           | 0            | 0   |
| 20 | Sverige | Stefan Rehn                                      | Mittfältare | 1966-09-22 | 178 cm | 76 kg | 2000* (och 1984-1989) | 2004-12-31    | FC Lausanne-Sport       | Sundbybergs IK      | 162          | 42  |
| 8  | Sverige | Christer Mattiasson                              | Anfallare   | 1971-07-29 | 175 cm | 75 kg | 2001*                 | 2003-12-31    | Lillestrøm SK           | Mariedals IK        | 13           | 2   |
| 9  | Sverige | Stefan Bärlin                                    | Anfallare   | 1976-05-31 | 182 cm | 77 kg | 2000                  | 2002-12-31    | IFK Göteborg            | Katrineholms SK     | 48           | 15  |
| 11 | Sverige | Johan Wallinder                                  | Anfallare   | 1975-08-19 | 185 cm | 85 kg | 2001                  | 2003-12-31    | Helsingborg IF          | Adolfsbergs IK      | 19           | 3   |
| 14 | Sverige | Jones Kusi-Asare                                 | Anfallare   | 1980-05-21 | 180 cm | 75 kg | 1999                  | 2001-12-31    | Vasalunds IF            | Vasalund/Essinge IF | 52           | 11  |
| 16 | Sverige | Jörgen Sundström                                 | Anfallare   | 1978-12-07 | 183 cm | 85 kg | 2000                  | 2002-12-31    | Piteå IF                | Piteå IF            | 14           | 0   |
| 19 | Sverige | Joel Riddez (utlånad from 28 juli)               | Anfallare   | 1980-05-21 | 182 cm | 75 kg | 1999                  | 2001-12-31    | Spårvägens FF           | IF Brommapojkarna   | 37           | 1   |
| 21 | Sverige | Louay Chanko                                     | Anfallare   | 1979-11-29 | 173 cm | 70 kg | 2001                  | 2004-12-31    | Syrianska FC            | Syrianska FC        | 19           | 5   |
| 23 | Sverige | Pagguy Zunda                                     | Anfallare   | 1983-05-23 | 181 cm | 74 kg | 2000                  | 2001-12-31    | Djurgårdens IF Juniorer | Djurgårdens IF      | 0            | 0   |
| 24 | Sverige | Babis Stefanidis                                 | Anfallare   | 1981-03-08 | 180 cm | 71 kg | 2001*                 | 2004-12-31    | Iraklis FC              | IF Brommapojkarna   | 8            | 0   |

- = kom mitt under säsong

Dessa har matchtränats i samarbetsklubben Värtans IK under året: Joel Riddez, Jesper Johansson, Pagguy Zunda, Jörgen Sundström, Nils Andén, Rami Shaaban och Richard Henriksson.

## Allsvenskan
| Omgång | Datum               | Motståndare     | H/B | Resultat | Målskyttar                                                                      | Varningar                                      | Domare                         | Publik | Arena                      | Position |
| ------ | ------------------- | --------------- | --- | -------- | ------------------------------------------------------------------------------- | ---------------------------------------------- | ------------------------------ | ------ | -------------------------- | -------- |
| 2      | Tisdag 17 april     | Helsingborgs IF | B   | 0-1      |                                                                                 | Barsom 63'                                     | Peter Fröjdfeldt, Eskilstuna   | 12 869 | Olympia                    | 12       |
| 3      | Lördag 21 april     | Malmö FF        | H   | 0-4      |                                                                                 | Eriksson-Ohlsson (rött kort) 87'               | Miro Ukalovic, Hisings Kärra   | 13 252 | Stockholms Stadion         | 14       |
| 4      | Söndag 29 april     | Örebro SK       | B   | 2-2      | Wallinder (2) 36' (Barsom), 90' (Barsom)                                        | Karlsson 84'                                   | Andreas Kovács, Bjuv           | 7 466  | Eyravallen                 | 13       |
| 5      | Söndag 6 maj        | Örgryte IS      | H   | 0-0      |                                                                                 | Dorsin 20', Chanko 51'                         | Sven Holgersson, Löddeköpinge  | 6 211  | Stockholms Stadion         | 13       |
| 1      | Torsdag 10 maj*     | Trelleborgs FF  | H   | 0-0      |                                                                                 |                                                | Leif Sundell, Borlänge         | 6 705  | Stockholms Stadion         | 13       |
| 6      | Tisdag 15 maj       | AIK             | B   | 1-1      | Kusi-Asare 86'                                                                  | Barsom 66', Kusi-Asare 72'                     | Anders Frisk, Mölndal          | 27 860 | Råsunda                    | 13       |
| 7      | Måndag 21 maj       | Halmstads BK    | H   | 2-1      | Chanko 62' (Rehn), Kusi-Asare 75' (Pehrsson)                                    | Karlsson 52'                                   | Andreas Kovács, Bjuv           | 7 625  | Stockholms Stadion         | 13       |
| 8      | Söndag 27 maj       | GIF Sundsvall   | B   | 0-0      |                                                                                 | Dorsin 36'                                     | Åke Andreasson, Stenungsund    | 5 348  | Idrottsparken (Sundsvall)  | 11       |
| 9      | Tisdag 12 juni      | Hammarby IF     | H   | 2-0      | Samuelsson 59' (Bärlin), Bärlin 69' (Barsom)                                    | Karlsson 10', Samuelsson 42', Kusi-Asare 80'   | Martin Ingvarsson, Hässleholm  | 24 226 | Råsunda                    | 9        |
| 10     | Måndag 18 juni      | BK Häcken       | B   | 2-1      | A. Johansson 79' (Pehrsson), Chanko 87' (Kusi-Asare)                            | Barsom 65'                                     | Per-Anders Andersson, Halmstad | 2 584  | Rambergsvallen             | 8        |
| 11     | Måndag 25 juni      | IFK Göteborg    | H   | 3-1      | Eriksson-Ohlsson 53' (Rehn), Rehn 63' (Mattiasson), Kusi-Asare 75' (Rasck)      | Kusi-Asare 60'                                 | Peter Fröjdfeldt, Eskilstuna   | 13 175 | Stockholms Stadion         | 6        |
| 12     | Söndag 1 juli       | IF Elfsborg     | B   | 2-1      | Wallinder 78', Bärlin 83' (A. Johansson)                                        | Karlsson 54'                                   | Peter Fröjdfeldt, Eskilstuna   | 8 088  | Ryavallen                  | 5        |
| 13     | Söndag 8 juli       | IFK Norrköping  | B   | 0-2      |                                                                                 | Eriksson-Ohlsson 45', Samuelsson 79'           | Martin Ingvarsson, Hässleholm  | 10 234 | Idrottsparken (Norrköping) | 6        |
| 14     | Söndag 22 juli      | IF Elfsborg     | H   | 3-0      | Mattiasson 17' (Pehrsson), Barsom 47' (A. Johansson), Chanko 88' (A. Johansson) |                                                | Sven Holgersson, Löddeköpinge  | 10 225 | Stockholms Stadion         | 5        |
| 15     | Tisdag 31 juli      | IFK Göteborg    | B   | 2-0      | Bärlin 22' (Kusi-Asare), Pehrsson 78'                                           | Barsom 62'                                     | Peter Fröjdfeldt, Eskilstuna   | 14 489 | Gamla Ullevi               | 4        |
| 16     | Söndag 5 augusti    | BK Häcken       | H   | 2-1      | Barsom 16' (Bärlin), Kusi-Asare 23' (Bärlin)                                    |                                                | Jonas Hagberg, Kristinehamn    | 9 535  | Stockholms Stadion         | 2        |
| 17     | Torsdag 9 augusti   | Hammarby IF     | B   | 1-0      | Chanko 83' (Kusi-Asare)                                                         | Pehrsson 23', Rehn 72'                         | Leif Sundell, Borlänge         | 34 275 | Råsunda                    | 2        |
| 18     | Måndag 20 augusti   | IFK Norrköping  | H   | 0-2      |                                                                                 | Barsom 16', A. Johansson 57'                   | Martin Hansson, Holmsjö        | 12 195 | Stockholms Stadion         | 2        |
| 19     | Torsdag 6 september | Örebro SK       | H   | 2-0      | A. Johansson 43' (Chanko), Chanko 71' (Bärlin)                                  | A. Johansson 39', Samuelsson 78'               | Martin Ingvarsson, Hässleholm  | 9 175  | Stockholms Stadion         | 2        |
| 20     | Tisdag 11 september | Malmö FF        | B   | 3-1      | A. Johansson 68', Henriksson 78', Mattiasson 90' (A. Johansson)                 | Rehn 42', Kusi-Asare 50', Eriksson-Ohlsson 55' | Leif Sundell, Borlänge         | 12 056 | Malmö Stadion              | 1        |
| 21     | Onsdag 19 september | AIK             | H   | 1-2      | Kusi-Asare 18' (Karlsson)                                                       |                                                | Martin Ingvarsson, Hässleholm  | 28 060 | Råsunda                    | 3        |
| 22     | Måndag 24 september | Örgryte IS      | B   | 1-1      | A. Johansson 78' (Rehn)                                                         | Karlsson 36', Barsom 70'                       | Sten Johanzon, Finspång        | 4 337  | Gamla Ullevi               | 3        |
| 23     | Tisdag 2 oktober    | GIF Sundsvall   | H   | 1-1      | A. Johansson 21' (Rasck)                                                        | Stefanidis 73'                                 | Peter Fröjdfeldt, Eskilstuna   | 10 395 | Stockholms Stadion         | 3        |
| 24     | Söndag 14 oktober   | Halmstads BK    | B   | 0-0      |                                                                                 | Isaksson (rött kort) 13', Rasck 42', Rehn 80'  | Karl-Erik Nilsson, Emmaboda    | 6 415  | Örjans Vall                | 3        |
| 25     | Måndag 22 oktober   | Helsingborgs IF | H   | 3-2      | Bärlin (2) 9' (Samuelsson), 35' (A. Johansson), Pehrsson (straff) 90+2'         | Eriksson-Ohlsson 29', Samuelsson 52'           | Leif Sundell, Borlänge         | 11 475 | Stockholms Stadion         | 3        |
| 26     | Lördag 27 oktober   | Trelleborgs FF  | B   | 3-0      | Kusi-Asare (2) 52' (Bärlin), 59' (A. Johansson), Bärlin 64' (Kusi-Asare)        |                                                | Martin Hansson, Holmsjö        | 1 957  | Vångavallen                | 2        |

- Hemmapremiären mot Trelleborgs FF skulle ha spelats måndag 2 april men sköts upp till torsdag 10 maj på grund av ej spelbar plan. Källa: dif.se

## Svenska cupen
| Omgång         | Datum                    | Motståndare   | H/B | Resultat               | Målskyttar                                                             | Publik            | Arena         |
| -------------- | ------------------------ | ------------- | --- | ---------------------- | ---------------------------------------------------------------------- | ----------------- | ------------- |
| Omgång 1       | Söndag 30 juli 2000      | Nyköpings BIS | B   | 6-3                    | Nilsson (2), Pehrsson (2, varav en straff), Rehn, Kusi-Asare           | 812               | Rosvalla IP   |
| Omgång 2       | Onsdag 23 augusti 2000   | Bollstanäs SK | B   | 11-0                   | Gallo (3), Wowoah (3), Nilsson (2), Bärlin, Pehrsson, Riddez           | 1 051             | Vilundavallen |
| Omgång 3       | Onsdag 27 september 2000 | Nacka FF      | B   | 2-0                    | Bärlin 55', A. Johansson 65'                                           | 984               | Nacka IP      |
| Omgång 4       | Onsdag 4 april 2001      | Enköpings SK  | B   | 4–3 (3–3 vid full tid) | Pehrsson (3) 83', 90', 103' (straff och golden goal), A. Johansson 27' | 632               | Vagnhärads IP |
| Åttondelsfinal | Torsdag 12 april 2001    | IFK Göteborg  | H   | 1–2 (1–1 vid full tid) | Wallinder 17'                                                          | 0 (tomma läktare) | Nya Ullevi    |

## Träningsmatcher
| Omgång             | Datum      | Motståndare | H/B | Resultat | Målskyttar                                                        | Arena       | Kommentar                  |
| ------------------ | ---------- | ----------- | --- | -------- | ----------------------------------------------------------------- | ----------- | -------------------------- |
| BT-Cupen gruppspel | 13 januari | Borås AIK   | H   | 4-4      | Bergtoft, Karlsson, Henriksson, Zunda                             | Boråshallen | Femmanna inomhus, 1x13 min |
| BT-Cupen gruppspel | 13 januari | Skene IF    | B   | 2-3      | Zunda, Kusi-Asare                                                 | Boråshallen | Femmanna inomhus, 1x13 min |
| BT-Cupen gruppspel | 13 januari | Gunnilse IS | H   | 1-0      | Zunda                                                             | Boråshallen | Femmanna inomhus, 1x13 min |
| BT-Cupen semifinal | 13 januari | BT-laget    | H   | 3-2      | Chanko 5', Kusi-Asare 11', Karlsson 19'                           | Boråshallen | Femmanna inomhus, 1x13 min |
| BT-Cupen final     | 13 januari | Skene IF    | H   | 6-3      | Zunda (2) 5', 6', Dorsin (2) 12', 19', Kusi-Asare 10', Chanko 13' | Boråshallen | Femmanna inomhus, 1x13 min |

| Datum       | Motståndare    | H/B | Resultat | Målskyttar | Publik         | Arena               | Kommentar           |
| ----------- | -------------- | --- | -------- | --- | -------------- | ------------------- | ------------------- |
| 18 februari | IK Brage       | H   | 4-3      | A. Johansson (2) 15', 70', Kusi-Asare (2) 18', 43'                                                                                        | 3 000 ca       | Stadshagens IP      |                     |
| 24 februari | Örebro SK      | B   | 0-2      | | Okänt          | Eckeröhallen        | Nordic Football Cup |
| 25 februari | MyPa           | B   | 0-1      | | Okänt          | Eckeröhallen        | Nordic Football Cup |
| 4 mars      | Västerås SK    | H   | 1-2      | Kusi-Asare 52' | 2 000 ca       | Stadshagens IP      |                     |
| 11 mars     | Assyriska FF   | H   | 2-0      | Kusi-Asare (2) 15', 50' | 1 500 ca       | Stadshagens IP      |                     |
| 18 mars     | GIF Sundsvall  | H   | 1-0      | Karlsson 25' | Okänt          | Stadshagens IP      |                     |
| 22 mars     | IFK Norrköping | B   | 0-2      | | "Några hundra" | Norrköping          |                     |
| 26 mars     | SC Heerenveen  | B   | 1-1      | A. Johansson | 10 000 ca      | Abe Lenstra Stadion |                     |
| 28 mars     | MyPa           | B   | 0-0      | | Okänt          | Stadshagens IP      |                     |
| 6 juni      | Värtans IK     | B   | 6-0      | Bärlin (3) 32', 60', 85', Rehn (2) 10', 62', Karlsson 22'                                                                                 | 300 ca         | Hjorthagens IP      |                     |
| 19 juli     | FC Järfälla    | H   | 11-0     | A. Johansson (2) 32', 43', Kusi-Asare (2) 52', 55', Wallinder (2) 51', 73', Mattiasson 23', Bärlin 27', Chanko 70', Dorsin 72', Rasck 85' | 200 ca         | Kaknäs IP           |                     |

## Statistik

### För spelåret 2001
| Spelare                 | Allsvenskan | Allsvenskan | Allsvenskan | Allsvenskan | Allsvenskan | Allsvenskan | Svenska cupen | Svenska cupen | Totalt tävlingsmatcher | Totalt tävlingsmatcher | Totalt tävlingsmatcher | Totalt tävlingsmatcher | Träningsmatcher | Träningsmatcher |
| Spelare                 | Ma          | Må          | As          | Po          | Va          | Ut          | Ma            | Må            | Ma                     | Må                     | As                     | Po                     | Ma              | Må              |
| ----------------------- | ----------- | ----------- | ----------- | ----------- | ----------- | ----------- | ------------- | ------------- | ---------------------- | ---------------------- | ---------------------- | ---------------------- | --------------- | --------------- |
| Andreas Johansson       | 25          | 5           | 6           | 11          | 2           | 0           | 2             | 1             | 27                     | 6                      | 6                      | 12                     | 7               | 5               |
| Jones Kusi-Asare        | 22          | 7           | 4           | 11          | 4           | 0           | 2             | 0             | 24                     | 7                      | 4                      | 11                     | 7               | 7               |
| Stefan Bärlin           | 21          | 6           | 5           | 11          | 0           | 0           | 2             | 0             | 23                     | 6                      | 5                      | 11                     | 4               | 4               |
| Magnus Pehrsson         | 20          | 2           | 3           | 5           | 1           | 0           | 2             | 3             | 22                     | 5                      | 3                      | 8                      | 5               | 0               |
| Louay Chanko            | 19          | 5           | 1           | 6           | 1           | 0           | 2             | 0             | 21                     | 5                      | 1                      | 6                      | 6               | 1               |
| Abgar Barsom            | 24          | 2           | 3           | 5           | 6           | 0           | 2             | 0             | 26                     | 2                      | 3                      | 5                      | 7               | 0               |
| Johan Wallinder         | 19          | 3           | 0           | 3           | 0           | 0           | 1             | 1             | 20                     | 4                      | 0                      | 4                      | 7               | 2               |
| Stefan Rehn             | 25          | 1           | 3           | 4           | 3           | 0           | 2             | 0             | 27                     | 1                      | 3                      | 4                      | 7               | 2               |
| Christer Mattiasson     | 13          | 2           | 1           | 3           | 0           | 0           | 0             | 0             | 13                     | 2                      | 1                      | 3                      | 2               | 1               |
| Magnus Samuelsson       | 24          | 1           | 1           | 2           | 4           | 0           | 1             | 0             | 25                     | 1                      | 1                      | 2                      | 6               | 0               |
| Niclas Rasck            | 26          | 0           | 2           | 2           | 1           | 0           | 2             | 0             | 28                     | 0                      | 2                      | 2                      | 6               | 1               |
| Richard Henriksson      | 5           | 1           | 0           | 1           | 0           | 0           | 1             | 0             | 6                      | 1                      | 0                      | 1                      | 3               | 0               |
| Patrik Eriksson-Ohlsson | 22          | 1           | 0           | 1           | 3           | 1           | 2             | 0             | 24                     | 1                      | 0                      | 1                      | 6               | 0               |
| Markus Karlsson         | 23          | 0           | 1           | 1           | 5           | 0           | 1             | 0             | 24                     | 0                      | 1                      | 1                      | 6               | 2               |
| Andreas Isaksson        | 22          | 0           | 0           | 0           | 0           | 1           | 1             | 0             | 23                     | 0                      | 0                      | 0                      | 3               | 0               |
| Mikael Dorsin           | 21          | 0           | 0           | 0           | 2           | 0           | 1             | 0             | 22                     | 0                      | 0                      | 0                      | 4               | 1               |
| Babis Stefanidis        | 8           | 0           | 0           | 0           | 1           | 0           | 0             | 0             | 8                      | 0                      | 0                      | 0                      | 0               | 0               |
| Stefan Bergtoft         | 6           | 0           | 0           | 0           | 0           | 0           | 2             | 0             | 8                      | 0                      | 0                      | 0                      | 2               | 0               |
| Rami Shaaban            | 5           | 0           | 0           | 0           | 0           | 0           | 1             | 0             | 6                      | 0                      | 0                      | 0                      | 6               | 0               |
| Joel Riddez             | 2           | 0           | 0           | 0           | 0           | 0           | 0             | 0             | 2                      | 0                      | 0                      | 0                      | 1               | 0               |
| Jörgen Sundström        | 0           | 0           | 0           | 0           | 0           | 0           | 1             | 0             | 1                      | 0                      | 0                      | 0                      | 0               | 0               |
| Anders Limpar           | 0           | 0           | 0           | 0           | 0           | 0           | 0             | 0             | 0                      | 0                      | 0                      | 0                      | 3               | 0               |
| Jesper Johansson        | 0           | 0           | 0           | 0           | 0           | 0           | 0             | 0             | 0                      | 0                      | 0                      | 0                      | 2               | 0               |
| Pagguy Zunda            | 0           | 0           | 0           | 0           | 0           | 0           | 0             | 0             | 0                      | 0                      | 0                      | 0                      | 1               | 0               |
| Nils Andén              | 0           | 0           | 0           | 0           | 0           | 0           | 0             | 0             | 0                      | 0                      | 0                      | 0                      | 1               | 0               |

## Truppförändringar
Efter säsongen 2000 och inför/under säsongen 2001:

### Spelare in
| Datum             | Nr | Namn                | Från            | Position    | Kommentar                                   | Länk   |
| ----------------- | -- | ------------------- | --------------- | ----------- | ------------------------------------------- | ------ |
| 2 november 2000   | 21 | Louay Chanko        | Syrianska FC    | Anfallare   | 4-årskontrakt (tom 31 december 2004)        | dif.se |
| 3 november 2000   | 22 | Nils Andén          | IFK Eskilstuna  | Back        | 3-årskontrakt (tom 31 december 2003)        | dif.se |
| 15 november 2000  | 8  | Anders Limpar       | Colorado Rapids | Mittfältare | 2-årskontrakt (tom 31 december 2002)        | dif.se |
| 11 januari 2001   | 11 | Johan Wallinder     | Helsingborgs IF | Anfallare   | 3-årskontrakt (tom 31 december 2003)        | dif.se |
| 17 januari 2001   | 15 | Andreas Isaksson    | Juventus FC     | Målvakt     | 4-årskontrakt (tom 31 december 2004)        | dif.se |
| 16 februari 2001  | 17 | Jesper Johansson    | FC Flora        | Anfallare   | 4-årskontrakt (tom 31 december 2004)        | dif.se |
| 4 juni 2001       | 8  | Christer Mattiasson | Lilleström SK   | Anfallare   | 2.5-årskontrakt (tom 31 december 2003)      | dif.se |
| 19 juli 2001      | 24 | Babis Stefanidis    | Iraklis FC      | Anfallare   | Lån (tom 31 december 2001) med köpoption.   | dif.se |
| 29 september 2001 | 24 | Babis Stefanidis    | Iraklis FC      | Anfallare   | Köp, 3,5-årskontrakt (tom 31 december 2004) | dif.se |
| 11 oktober 2001   | 22 | Aziz Corr Nyang     | IFK Lidingö     | Anfallare   | 4-årskontrakt (tom 31 december 2005)        | dif.se |
| 22 november 2001  | 4  | Elias Storm         | Älvsjö AIK      | Back        | 4-årskontrakt (tom 31 december 2005)        | dif.se |

### Spelare ut
| Datum            | Nr | Namn              | Till              | Position    | Kommentar                                              | Länk            |
| ---------------- | -- | ----------------- | ----------------- | ----------- | ------------------------------------------------------ | --------------- |
| Inför säsongen   | 21 | Fredrik Svedberg  | Värtans IK        | Mittfältare | Erbjöds inget nytt kontrakt.                           |                 |
| Inför säsongen   | 22 | Sebastian Haag    | Värtans IK        | Mittfältare | Erbjöds inget nytt kontrakt.                           |                 |
| Inför säsongen   | 25 | Anatoli Ponomarew | IK Sirius         | Anfallare   | Erbjöds inget nytt kontrakt.                           |                 |
| Inför säsongen   | 24 | Martin Piotrowski | Sandvikens IF     | Back        | Erbjöds inget nytt kontrakt.                           |                 |
| Inför säsongen   |    | Olle Siösteen     | FC Café Opera     | Mittfältare | Erbjöds inget nytt kontrakt.                           |                 |
| 6 november 2000  | 11 | Pierre Gallo      | Bryne FK          | Anfallare   | Erbjuden förlängning men tackade nej.                  | dif.se & dif.se |
| 15 november 2000 | 8  | Samuel Wowoah     | Halmstads BK      | Anfallare   |                                                        | dif.se & dif.se |
| 3 december 2000  | 17 | Lucas Nilsson     | Kalmar FF         | Anfallare   | Erbjöds inget nytt kontrakt.                           | dif.se          |
| 20 mars 2001     | 15 | Pa Dembo Touray   | Assyriska FF      | Målvakt     | Lånas ut (tom 31 december 2001).                       | dif.se          |
| 22 mars 2001     | 8  | Anders Limpar     | IF Brommapojkarna | Mittfältare | Rev sitt kontrakt. Skrev senare på för Brommapojkarna. | dif.se          |
| 28 juli 2001     | 19 | Joel Riddez       | Assyriska FF      | Anfallare   | Lånas ut (tom 31 december 2001).                       | dif.se          |

### Förlängda kontrakt
| Datum                   | Nr | Namn                    | Position    | Kommentar | Länk            |
| ----------------------- | -- | ----------------------- | ----------- | --- | --------------- |
| Måndag 18 december 2000 | 20 | Stefan Rehn             | Mittfältare | Hade ett gällande 5-årskontrakt (tom 31 december 2004) som skulle gå över till en ledarroll, valde att fortsätta spela ett år till. | dif.se          |
| 22 september 2001       | 13 | Stefan Bergtoft         | Mittfältare | Förlänger sitt gällande kontrakt med 2 år till (tom 31 december 2004)                                                               | svenskafans.com |
| Onsdag 3 oktober 2001   | 10 | Andreas Johansson       | Mittfältare | 3-årskontrakt (tom 31 december 2004)                                                                                                | dif.se          |
| Torsdag 11 oktober 2001 | 2  | Patrik Eriksson-Ohlsson | Back        | 3-årskontrakt (tom 31 december 2004)                                                                                                | dif.se          |
| Torsdag 18 oktober 2001 |    | Sören Åkeby             | Tränare     | 2-årskontrakt (tom 31 december 2003), 1+1 vilket betyder att det kan sägas upp av båda parter efter första året.                    | dif.se          |
| Fredag 26 oktober 2001  | 6  | Magnus Pehrsson         | Mittfältare | 2-årskontrakt (tom 31 december 2003)                                                                                                | dif.se          |
| Fredag 2 november 2001  | 18 | Niclas Rasck            | Back        | 3-årskontrakt (tom 31 december 2004)                                                                                                | dif.se          |
| Fredag 30 november 2001 | 20 | Stefan Rehn             | Mittfältare | Hade ett gällande 5-årskontrakt (tom 31 december 2004) som skulle gå över till en ledarroll, valde att fortsätta spela ett år till. | dif.se          |

## Klubben

### Övriga ledare
- Fystränare:  Thomas Lindholm
- Styrketränare:  Inge Johansson

### Spelartröjor
- Tillverkare: Adidas
- Huvudsponsor: Kaffeknappen
- Hemmatröja: Blårandigt
- Bortatröja: Rödblårandigt
- Spelarnamn: Nej
- Övrigt: